# Alex Neil

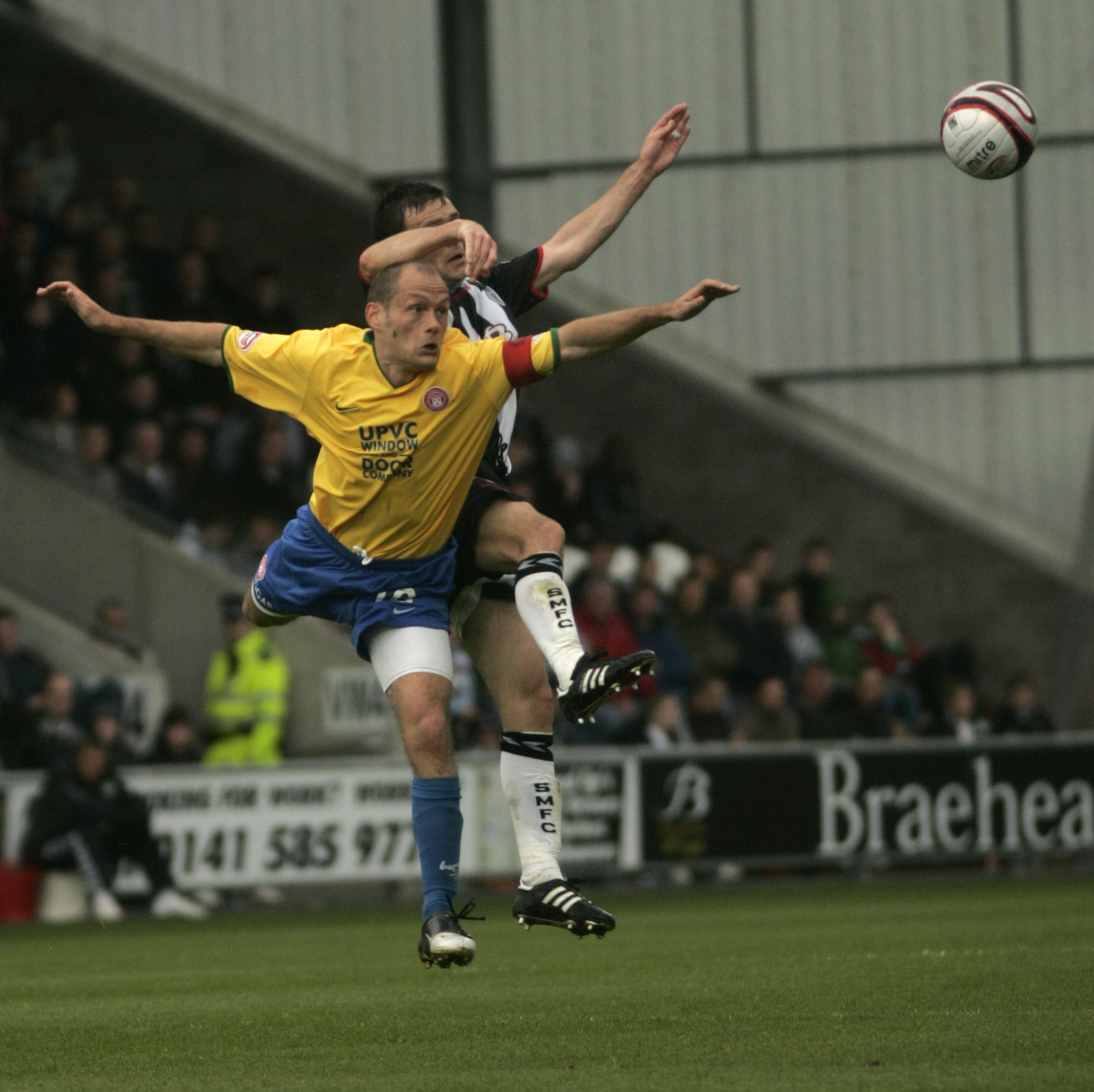
Alex Neil i den gula tröjan.

Alex Neil, född 9 juni 1981, är en skotsk fotbollstränare och före detta fotbollsspelare.

## Tränarkarriär

### Hamilton Academical
I april 2013 blev Alex Neil tillfällig spelande tränare i den skotska klubben Hamilton Academical FC efter att föregångaren Billy Reid fått lämna klubben. Den 24 maj 2013 blev den då 31-åriga Neil tränare på permanent basis.

### Norwich City
Den 9 januari 2015 bekräftades Neil som tränare för den engelska klubben Norwich City. Neil ledde Norwich till en tredjeplats i Championship League säsongen 2014/2015, vilket kvalificerade klubben till playoff där man kunde ta sig vidare till Premier League inför säsongen 2015/2016.

### Stoke City
Den 28 augusti 2022 anställdes Neil som ny huvudtränare i Stoke City efter att Michael O'Neill blivit avskedad. Den 10 december 2023 blev Neil avskedad av klubben.